# Aresas
Aresas de Lucania fue un filósofo que dirigió la escuela pitagórica.
Escribió acerca de la naturaleza humana, de lo que solo se ha conservado un fragmento mencionado por Estobeo que muestra una teoría sobre la ley natural y la creencia en una naturaleza tripartita del alma humana. Sin embargo, los datos existentes son confusos puesto que algunos autores atribuyen esta obra no a un hombre llamado Aresas sino a una mujer llamada Aesara. También se ha conjeturado que Aresas y Aesara podrían ser la misma persona.